# Rohit Parikh
Rohit Jivanlal Parikh (né le 20 novembre 1936) est un mathématicien, logicien et philosophe, distinguished professor à l'Université de la ville de New York depuis 1982,.

## Recherche
Rohit J. Parikh a travaillé et travaille dans de nombreux domaines, notamment la logique traditionnelle, notamment la théorie de la récursivité et la théorie de la démonstration. Son attitude catholique envers la logique l'a conduit à des travaux sur des sujets comme la « vagueness » (en), l'ultrafinitisme, la révision des croyances, logique de la connaissance, théorie des jeux et logiciels sociaux. Ce dernier domaine cherche à combiner des techniques issues de la logique, l'informatique (et notamment la logique des programmes) et la théorie des jeux pour comprendre la structure d'algorithmes sociaux. Des exemples sont les élections, les transports en commun, l'enseignement magistral, les congrès scientifiques, et les systèmes monétaire, des domaines d'intérêt pour des personnes ayant un penchant pour la logique.
En informatique théorique, et notamment en théorie des langages formels, Parikh est connu pour le théorème de Parikh qui dit que les langages rationnels et les langages algébriques ont même ensemble de vecteurs de fréquence de lettres ou, de manière équivalente, même image commutative. D'autres concepts, liés aux ensembles semi-linéaires, portent son nom, comme les automates de Parikh.
Un autre contribution théorique est l'introduction de l’arithmétique bornée (en), une famille de sous-théories faibles de l’arithmétique de Peano et la logique de jeux.

## Prix et récompenses
- Lauréat de la William Lowell Putnam Mathematical Competition 1955, 1956, 1957
- Prix Gibbs, Université de Mumbai, 1954

## Publications (sélection)
- « On Context Free Languages », Journal of the ACM, vol. 13,‎ 1966, p. 570-581 (lire en ligne).
- « Existence and Feasibility in Arithmetic », Journal of Symbolic Logic, vol. 36,‎ 1971, p. 494–508.
- (avec Dexter Kozen), « An Elementary Completeness Proof for PDL », Theoretical Computer Science, vol. 14,‎ 1981, p. 113–118.
- (avec Andrzej Ehrenfeucht et Grzegorz Rozenberg), « Pumping lemmas for regular sets », SIAM J. Comput., vol. 10,‎ 1981, p. 536–541
- « The Logic of Games and its Applications », Annals of Discrete Math., vol. 24,‎ 1985, p. 111–140.
- (avec P. Krasucki), « Communication, Consensus and Knowledge », Jour. Economic Theory, vol. 52,‎ 1990, p. 178–189.
- « Levels of Knowledge, Games, and Group Action », Research in Economics, vol. 57,‎ 2003, p. 267–281.
- (avec Çagil Tasdemir et Andreas Witzel), « The Power of Knowledge in Games », International Game Theory Review, vol. 15, no 4,‎ 2013, article no 1340030 (DOI 10.1142/S0219198913400306) (28 pages)